# Wishnuwardhana
Wishnuwardhana (of Vishnuvardhana of Visnuwardhana) regeerde van 1248 tot 1268 over het koninkrijk Singhasari (ook: Singosari), een koninkrijk op Java. Hij was de vierde koning van Singhasari. De naam van deze vorst wordt ook wel als Wisnoewardhana, VisnUwardhana of Wisnuewardhana gespeld. De naam verwijst naar de god Vishnu en luidt compleet Jayavishnuvarddhana Mapanji Seminingrat Sri Sri Sakala Kalana Kulama Dhumardana Kamaleksana.
Wishnuwardhana was de zoon van Ken Arok en dienst tweede vrouw of bijzit Ken Umang. Nadat zijn vader door zijn halfbroer Anusapati was vermoord regeerde Panji Tohjaya gedurende enige maanden. Volgens de Pararaton werd hij geboren als Ranggawuni zoon van Vishnuwardhana Anusapati In 1248 werd koning Anusapati gedood tijdens een paleisrevolutie van zijn halfzuster Tohjaya.
Het hindoeïstische koninkrijk Singhasari werd door Ken Arok (ook; Ken Angrok) gesticht. Deze vorst is nog steeds een geliefde figuur in Javaanse sprookjes en kinderverhalen. De belangrijkste bron voor gegevens over Ken Arok is de 16e-eeuwse kroniek Pararaton, die later in Bali gevonden is, In dit werk zijn naast historisch materiaal ook mythen opgetekend. Ken Arok was een vaderloos kind dat door Ken Endok ter wereld werd gebracht. In de mythe is de hindoe-god Brahma zijn vader en dus een voorvader van Wishnuvardhana. De dynastie wordt de Rajasa-dynastie genoemd. Deze reeks vorsten regeerde over Singhasari en Majapahit. 
Na zijn overlijden werden de stoffelijke resten van Wishnuwardhana bijgezet in de Candi Jago bij Tumpang. Candi is het gewone Indonesische woord voor tempel, maar de meer specifieke betekenis van dit woord is dat in een candi de stoffelijke resten van koningen en belangrijke priesters waren opgeslagen. In de Javaanse devaraja-cultuur wordt aangenomen dat de monarch de incarnatie van een bepaalde godheid is, en dat na de dood hun ziel met die godheid wordt verenigd, en dus als zodanig vereerd wordt in een tempel, opgedragen aan de overleden ziel van de monarch.
Wishnuwardhana werd opgevolgd door Kertanegara. Deze koning regeerde over Singhasari van 1268 tot 1292.